# Billy Bingham
Pour les articles homonymes, voir Bingham.
Billy Bingham, né le 5 août 1931 à Belfast (Irlande du Nord) et mort le 9 juin 2022,, est un footballeur international nord-irlandais. Il évolue au poste d'ailier droit à Sunderland et en équipe d'Irlande du Nord. Bingham  marque dix buts lors de ses cinquante-six sélections avec l'équipe d'Irlande du Nord entre 1951 et 1963. 
Bingham participe à trois coupes du monde avec l'équipe d'Irlande du Nord : en 1958 en tant que joueur puis en 1982 et en 1986 en tant qu'entraîneur (il dirige la sélection nationale pendant 14 ans, de 1980 à 1993).

## Biographie
Billy Bingham nait le 5 août 1931 à Bloomfield, un quartier de Belfast en Irlande du Nord. Il grandit aux côtés d'un autre futur international, Jackie Blanchflower. Il fréquente l'Elmgrove Primary School et s'affirme rapidement comme le capitaine de son équipe. Il est ensuite régulièrement appelé dans les sélections nationales scolaires puis dans les équipes de jeunes.

### Carrière de joueur

#### En club
Après avoir joué pour le club junior de St. Donrad’s Youth Club, Billy Bingham intègre le Glentoran Football Club où il évolue d'abord en équipe réserve. Le 12 mars 1949, il fait ses grands débuts en équipe première à l'occasion d'un match nul 1-1 contre Ballymena United. Il touche à ce moment-là un salaire de 6 £ par semaine. Lors de la saison suivante, les Glens terminent à la deuxième place du championnat derrière leur éternels rivaux le Linfield Football Club. Lors de cette saison, Glentoran termine avec le même nombre de points que leurs rivaux et ne sont battus qu'à cause de moins bons résultats lors des rencontres directes entre les deux clubs. Cette saison-là Bingham dispute deux matchs avec l'Irish League XI l'équipe qui rassemble les meilleurs joueurs de la compétition.
Billy Bingham est recruté en octobre 1950 par les Anglais du Sunderland AFC pour une somme de 8 000 £. En plus de son statut de joueur, Bingham continue son apprentissage d'ouvrier spécialisé sur les chantiers navals de Sunderland. Sa vitesse et sa dextérité font rapidement de lui un des joueurs importants des Black cats. Il est un joueur régulier dans l'équipe managée par Bill Murray dès sa première saison. Lors de sa deuxième saison, il est déjà un titulaire indiscutable sur l'aile droite. Il connait ensuite un passage à vide de deux saisons, où il perd sa place de titulaire en faveur de Tommy Wright. Mais il revient dans une meilleure forme lors de la saison 1954-1955. Il marque cette année-là dix buts en quarante-deux rencontres. Sunderland termine à la quatrième place du championnat à quatre longueurs de Chelsea. Sunderland atteint aussi les demi-finales de la Coupe d'Angleterre de football 1954-1955, battu alors par Manchester City à Villa Park. Lors de la saison 1955-1956, le club glisse à la neuvième place mais réitère sa performance en Coupe en étant battu en demi-finale cette fois-ci par Birmingham City.
La campagne 1956-1957 commence beaucoup plus mal pour Bingham. Il est écarté de l'équipe première au point de demander son transfert, ce qui lui est refusé. Un nouvel entraîneur, Alan Borown, arrive pour prendre en main l'équipe alors que le club est mis en cause dans une série de scandales liés à des paiements illégaux de joueurs. Le club passe la saison dans le bas du classement et est relégué en deuxième division au terme du championnat. Billy Bingham, que l'on a mis en concurrence en milieu de saison avec un nouvel arrivant Amby Fogarty, se brouille avec son entraîneur et quitte le club durant l'inter-saison. Il est recruté par le Luton Town Football Club pour une somme de 8 000 £. Lors de son passage à Sunderland, il joue donc un total de 227 matchs et marque 47 buts.

## Palmarès

### En équipe nationale
- 56 sélections et 10 buts avec l'équipe d'Irlande du Nord entre 1951 et 1963.

### Avec Glentoran
- Vainqueur du Championnat d'Irlande du Nord de football en 1951.
- Vainqueur de la Coupe d'Irlande du Nord de football en 1951.

### Avec Luton Town
- Finaliste de la Coupe d'Angleterre de football en 1959.

### Avec Everton
- Vainqueur du Championnat d'Angleterre de football en 1963.